# Kajakarstwo na Letnich Igrzyskach Olimpijskich 1964 – K-1 1000 m mężczyzn
Zawody w kajakarstwie klasycznym (K1) na dystansie 1000 m mężczyzn na Letnich Igrzyskach Olimpijskich 1964 zostały rozegrane w dniach 20 października (eliminacje i repasaże), 21 października (półfinały) i 22 października (finał). W zawodach wzięło udział 15 zawodników z 15 państw.

## Rezultaty
| Legenda | Legenda            | Legenda | Legenda  | Legenda | Legenda         | Legenda | Legenda                  | Legenda | Legenda         |
| ------- | ------------------ | ------- | -------- | ------- | --------------- | ------- | ------------------------ | ------- | --------------- |
| QS      | Awans do półfinału | R       | Repasaże | QF      | Awans do finału | DNS     | Zawodnik nie wystartował | DSQ     | Dyskwalifikacja |

### Eliminacje[1]
| Poz. | Zawodnik          | Reprezentacja | Czas    | Uwagi |
| ---- | ----------------- | ------------- | ------- | ----- |
| 1    | Erik Hansen       | Dania         | 4:00.58 | QS    |
| 2    | Mihály Hesz       | Węgry         | 4:02.90 | QS    |
| 3    | Rolf Peterson     | Szwecja       | 4:04.27 | QS    |
| 4    | Anton Geurts      | Holandia      | 4:10.68 | R     |
| 5    | Ilkka Nummisto    | Finlandia     | 4:14.34 | R     |
| 6    | Hideo Higashiyama | Japonia       | 4:17.47 | R     |
| –    | Phil Coles        | Australia     | DNS     |       |

| Poz. | Zawodnik           | Reprezentacja     | Czas    | Uwagi |
| ---- | ------------------ | ----------------- | ------- | ----- |
| 1    | Aurel Vernescu     | Rumunia           | 4:02.06 | QS    |
| 2    | Erich Suhrbier     | Niemcy            | 4:03.44 | QS    |
| 3    | Günther Pfaff      | Austria           | 4:07.65 | QS    |
| 4    | Arpid Simonyik     | Kanada            | 4:12.48 | R     |
| 5    | Tony Ralphs        | Stany Zjednoczone | 4:21.53 | R     |
| 6    | Fernando Inchauste | Boliwia           | 5:48.74 | R     |

Wyścig 3
| Poz. | Zawodnik               | Reprezentacja   | Czas    | Uwagi |
| ---- | ---------------------- | --------------- | ------- | ----- |
| 1    | Władysław Szuszkiewicz | Polska          | 4:02.06 | QS    |
| 2    | Alistair Wilson        | Wielka Brytania | 4:03.44 | QS    |
| 3    | Igor Pisariew          | ZSRR            | 4:07.65 | QS    |
| –    | René Roels             | Belgia          | DNS     |       |
| –    | Georgi Todorow         | Bułgaria        | DNS     |       |
| –    | Cesare Zilioli         | Włochy          | DNS     |       |

### Repasaże[2]
| Poz. | Zawodnik          | Reprezentacja     | Czas    | Uwagi |
| ---- | ----------------- | ----------------- | ------- | ----- |
| 1    | Hideo Higashiyama | Japonia           | 4:42.93 | QS    |
| 2    | Anton Geurts      | Holandia          | 4:45.53 | QS    |
| 3    | Tony Ralphs       | Stany Zjednoczone | 5:09.14 |       |

| Poz. | Zawodnik           | Reprezentacja | Czas    | Uwagi |
| ---- | ------------------ | ------------- | ------- | ----- |
| 1    | Arpid Simonyik     | Kanada        | 5:31.18 | QS    |
| 2    | Ilkka Nummisto     | Finlandia     | 5:31.76 | QS    |
| 3    | Fernando Inchauste | Boliwia       | 6:07.70 |       |

### Półfinały[3]
| Poz. | Zawodnik          | Reprezentacja | Czas    | Uwagi |
| ---- | ----------------- | ------------- | ------- | ----- |
| 1    | Erik Hansen       | Dania         | 4:03.00 | QF    |
| 2    | Erich Suhrbier    | Niemcy        | 4:04.05 | QF    |
| 3    | Igor Pisariew     | ZSRR          | 4:09.95 | QF    |
| 4    | Hideo Higashiyama | Japonia       | 4:17.44 |       |

| Poz. | Zawodnik        | Reprezentacja   | Czas    | Uwagi |
| ---- | --------------- | --------------- | ------- | ----- |
| 1    | Aurel Vernescu  | Rumunia         | 4:03.35 | QF    |
| 2    | Rolf Peterson   | Szwecja         | 4:06.97 | QF    |
| 3    | Alistair Wilson | Wielka Brytania | 4:07.61 | QF    |
| 4    | Arpid Simonyik  | Kanada          | 4:13.59 |       |

Wyścig 3
| Poz. | Zawodnicy              | Reprezentacja | Czas    | Uwagi |
| ---- | ---------------------- | ------------- | ------- | ----- |
| 1    | Günther Pfaff          | Austria       | 4:03.53 | QF    |
| 2    | Mihály Hesz            | Węgry         | 4:04.57 | QF    |
| 3    | Anton Geurts           | Holandia      | 4:05.27 | QF    |
| 4    | Władysław Szuszkiewicz | Polska        | 4:08.51 |       |
| 5    | Ilkka Nummisto         | Finlandia     | 4:17.47 |       |

### Finał[4]
| Poz. | Zawodnik        | Reprezentacja   | Czas    |
| ---- | --------------- | --------------- | ------- |
|      | Rolf Peterson   | Szwecja         | 3:57.13 |
|      | Mihály Hesz     | Węgry           | 3:57.28 |
|      | Aurel Vernescu  | Rumunia         | 4:00.77 |
| 4    | Erich Suhrbier  | Niemcy          | 4:01.62 |
| 5    | Günther Pfaff   | Austria         | 4:03.56 |
| 6    | Anton Geurts    | Holandia        | 4:04.48 |
| 7    | Erik Hansen     | Dania           | 4:04.48 |
| 8    | Alistair Wilson | Wielka Brytania | 4:05.80 |
| 9    | Igor Pisariew   | ZSRR            | 4:07.67 |